# Deutschland Cup 2001
12. ročník hokejového turnaje Deutschland Cup se konal od 9. do 11. listopadu 2001 v Hannoveru. Vyhrála jej hokejová reprezentace Švýcarska.

## Výsledky
| 9. listopadu 2001 | Německo | 3:2 (1:0, 1:1, 1:1) | Kanada B | Preussag Arena, Hannover Návštěvnost: 8 350 |  |

| Zpráva (francouzsky)                                         |                                                              |  |                                        |
| 15:21 Thomas Daffner 25:30 Vitalij Aab 46:32 Daniel Kreutzer | 15:21 Thomas Daffner 25:30 Vitalij Aab 46:32 Daniel Kreutzer |  | 23:57 Steve Larouche 48:26 Ryan Savoia |

| 9. listopadu 2001 | Švýcarsko | 2:1 SN (0:0, 1:0, 0:1, 0:0) | Slovensko | Preussag Arena, Hannover Návštěvnost: 2 115 |  |

| Zpráva (francouzsky)                                            |                                                                 |  |                    |
| 36:32 Sandy Jeannin rozhodující nájezd Jean-Jacques Aeschlimann | 36:32 Sandy Jeannin rozhodující nájezd Jean-Jacques Aeschlimann |  | 49:51 Martin Kuľha |

| 10. listopadu 2001 | Německo | 0:2 (0:0, 0:1, 0:1) | Slovensko | Preussag Arena, Hannover Návštěvnost: 4 268 |  |

| Zpráva (francouzsky) |  |  |                                       |
|                      |  |  | 23:42 Jaroslav Török 54:11 Dušan Milo |

| 10. listopadu 2001 | Švýcarsko | 4:2 (2:1, 0:1, 1:1) | Kanada B | Preussag Arena, Hannover Návštěvnost: 3 275 |  |

| Zpráva (francouzsky)                                                                |                                                                                     |  |                                       |
| 11:59 André Rötheli 12:22 Marc Reichert 53:01 Martin Plüss 59:36 Patric Della Rossa | 11:59 André Rötheli 12:22 Marc Reichert 53:01 Martin Plüss 59:36 Patric Della Rossa |  | 5:15 Peter Douris 25:29 Lonny Bohonos |

| 11. listopadu 2001 | Slovensko | 4:6 (2:2, 2:2, 0:2) | Kanada B | Preussag Arena, Hannover Návštěvnost: 2 051 |  |

| Zpráva (francouzsky)                                                        |                                                                             |  | |
| 7:32 Dušan Milo 14:24 Ladislav Čierny 22:44 Ľubomír Vaic 29:56 Ivan Majeský | 7:32 Dušan Milo 14:24 Ladislav Čierny 22:44 Ľubomír Vaic 29:56 Ivan Majeský |  | 4:32 Brad Purdie 13:38 Steve Larouche 22:01 Andy Schneider 39:06 Peter Douris 53:33 Jeff Tory 59:40 Brad Purdie |

| 11. listopadu 2001 | Německo | 1:2 SN (1:0, 0:1, 0:0, 0:0) | Švýcarsko | Preussag Arena, Hannover Návštěvnost: 3 275 |  |

| Zpráva (francouzsky) |                  |  |                                                                 |
| 14:37 Len Soccio     | 14:37 Len Soccio |  | 27:43 André Rötheli rozhodující nájezd Jean-Jacques Aeschlimann |

## Konečná tabulka
| Poř. | Tým       | Z | V | VP | PP | P | Skóre | B |
| ---- | --------- | - | - | -- | -- | - | ----- | - |
| 1.   | Švýcarsko | 3 | 1 | 2  | 0  | 0 | 13:8  | 7 |
| 2.   | Slovensko | 3 | 1 | 0  | 1  | 1 | 10:7  | 4 |
| 3.   | Německo   | 3 | 1 | 0  | 1  | 1 | 8:10  | 4 |
| 4.   | Kanada B  | 3 | 1 | 0  | 0  | 2 | 5:11  | 3 |

## Soupisky týmů
1.  Švýcarsko 

Brankáři: Martin Gerber, Lars Weibel.

Obránci: Patrik Sutter, David Jobin, Mark Streit, Martin Steinegger, Olivier Keller, Mathias Seger, Rolf Ziegler, Patrick Fischer.

Útočníci: Flavian Conne, Patric Della Rossa, Alain Demuth, Reto von Arx, Gianmarco Crameri, André Rötheli, Jean-Jacques Aeschlimann, Martin Plüss, Marcel Jenni, Ivo Rüthemann, Sandy Jeannin, Michel Riesen.
2.  Slovensko 

Brankáři: Matúš Kostúr, Pavol Rybár.

Obránci: Martin Štrbák, Ľubomír Sabol, Dušan Milo, Daniel Babka, Ivan Majeský, Richard Lintner, Ladislav Čierny, Richard Pavlikovský.

Útočníci: Radovan Somík, Ľubomír Vaic, Rastislav Pavlikovský, Martin Kuľha, Ján Pardavý, Richard Šechný, Peter Bartoš, Jaroslav Török, Ľubomír Hurtaj, Róbert Petrovický, Róbert Tomík, Peter Pucher.
3.  Německo 

Brankáři: Marc Seeliger, Christian Künast, Robert Müller.

Obránci: Jochen Molling, Jörg Mayr, Heiko Smazal, Christian Ehrhoff, Christoph Schubert, Patrick Köppchen, Andreas Renz, Erich  Goldmann, Daniel Kunce, Dennis Seidenberg.

Útočníci: Vitalij Aab, Wayne Hynes, Andreas Loth, Eric Dylla, Martin Reichel, Daniel Kreutzer, Robert Hock, Eduard Lewandowski, Leonard Soccio, Thomas Daffner, Klaus Kathan, Fabian Bränström, Andreas Morcinietz, Mark Mackay.
4.  Kanada 

Brankáři: Ian Gordon, Jimmy Waite.

Obránci: Jeff Tory, Greg Andrusak, Phil von Stefenelli, Stéphane Robitaille, Jeffrey Macleod, Stewart Malgunas, Peter Allen, Chris Belanger.

Útočníci: Andrew Schneider, Steve Larouche, Scott King, Gary Shuchuk, Kent Simpson, Lonny Bohonos, Rick Girard, Mike Kennedy, Rob Murphy, Peter Douris, Brad Purdie, Steve Walker, Ryan Savoia.